# Mošeja Šejka Lotfalaha
Mošeja Šejka Lotfollaha (perzijsko مسجد شیخ لطف الله‎)  je ena od mojstrovin iranske arhitekture, in je bila zgrajena v času Safavidskega cesarstva. Stoji na vzhodni strani trga Nakš-e Džahan v Isfahanu, Iran. Gradnja mošeje se je začela leta 1603 in je bila končana leta 1619. Zgradil jo je glavni arhitekt Mohammadreza Isfahani v času vladavine perzijskega šaha Abasa I. Po nasvetu Arthurja Uphama Popa, ameriškega raziskovalca, umetnostnega zgodovinarja in zgodovinarja, je šah Reza Pahlavi leta 1920 dal mošejo obnoviti in popraviti.

## Zgodovina
Od štirih spomenikov, ki so obvladovali obod trga Nakš-e Džahan, je bila ta zgrajena prva.
Namen te mošeje je bil, da je zasebna za kraljevi dvor (za razliko od Šahove mošeje, ki je bila namenjena javnosti). Zaradi tega mošeja nima minaretov in je manjša. Dejansko je le malo zahodnjakov v času Safavidov tej mošeji sploh posvečalo pozornost in zagotovo niso imeli dostopa do nje. Šele stoletja pozneje, ko so se vrata odprla za javnost, so navadni ljudje lahko občudovali trud, ki ga je šah Abas vložil v to sveto mesto za dame svojega harema, in izvrstno polaganje ploščic, ki je veliko boljše od tistega, ki pokriva Šahovo mošejo.
Da ne bi bilo treba hoditi čez trg do mošeje, je šah Abas naročil arhitektu zgraditi predor, ki sega čez trg od palače Ālī Qāpū do mošeje. Ko bi prišli do vhoda v mošejo, je bilo treba hoditi skozi prehod, ki se vije okrog in okrog, dokler se končno ne pride do glavne stavbe. Ob tem prehodu so bile stalne straže in očitni namen te zasnove je bil čim bolj zaščititi ženske v haremu pred vstopom kogar koli v stavbo. Pri glavnem vhodu je bila tudi straža, vrata stavbe pa so bila ves čas zaprta.
Danes so ta vrata odprta za obiskovalce, prehod pod trgom pa ni več v uporabi.

### Šejk Lotfollah
Skozi svojo zgodovino se je ta mošeja imenovala z različnimi imeni. Za Džunabadija je bila to mošeja z veliko kupolo (Masjed-e qubbat-e ’azim) in kupolasta mošeja (qubbat masjed), medtem ko jo je sodobni zgodovinar Iskandar Munshi označil za mošejo velike čistosti in lepote. Po drugi strani pa so evropski popotniki, kot je Jean Chardin, mošejo omenjali s trenutnim imenom in koranski napisi v mošeji, ki jih je naredil iranski kaligraf Baqir Banai, vključujejo tudi ime šejka Lutfallaha. Poleg tega izračuni Muhibba Ali Bega, cesarskega blagajnika, kažejo, da so imamova plačila izhajala neposredno iz sredstev cesarskega gospodinjstva. Vse to kaže na to, da je bila stavba ne le poimenovana po šejku Lutfallahu, ampak tudi, da je bil ta slavni šejk med prvimi voditelji molitev za kraljevi dvor prav v tej mošeji.

## Arhitektura
Vhodna vrata, tako kot tista na Velikem bazarju in Šahovi mošeji, so bila vdolbina polmeseca. Tako kot v Šahovi mošeji, sta spodnja fasada mošeje in vhod zgrajena iz marmorja, medtem ko ploščice v slogu haft-rangi (perzijsko هفترنگی, osvetljeno, sedembarvno, barvni mozaiki) krasijo zgornji deli konstrukcije. Ustvarjanje kaligrafije in ploščic, ki tako po lepoti kot kakovosti presegajo vse, kar je bilo prej ustvarjeno v islamskem svetu, je nadziral mojster kaligraf Ali Reza Abbasi.
Arhitekt spomenika je bil Mohammad-Reza Isfahani, ki je problem razlike med smerjo kible in prehodom stavbe rešil tako, da je zasnoval povezovalno vežo v obliki črke L med vhodom in ogrado. 
Napis Reze Abbasija na vhodnih vratih navaja datum začetka gradnje.
Orientacija sever-jug Mayjana se ne ujema z jugozahodno smerjo kible; nastavljen je na 45 stopinj nanj. Ta značilnost, imenovana pāshnah (perzijsko پاشنه}}) v perzijski arhitekturi , je povzročila, da kupola ne stoji točno za vhodnim ivanom (glej sliko).
Njena kupola z eno lupino ima premer 13 metrov. Zunanja stran je bogato pokrita s ploščicami.
V primerjavi s Šahovo mošejo je zasnova mošeje Šejka Lotfallaha precej preprosta: ni dvorišča in ni notranjih ivanov. Sama stavba je sestavljena iz sploščene kupole, ki se naslanja na kvadratno kupolasto komoro. Vendar pa je v nasprotju s preprosto strukturo te mošeje notranja in zunanja dekoracija izjemno zapletena, pri njeni gradnji pa so bili uporabljeni najboljši materiali in zaposleni najbolj nadarjeni mojstri. Robert Byron je o tem pogledu zapisal: »Ne poznam lepšega primera perzijskega islamskega genija kot notranjost kupole«:
Kupola je vstavljena z mrežo limonastih predelkov, ki se ob vzpenjanju proti formaliziranemu pavu na vrhu zmanjšujejo v velikosti... Mihrab v zahodni steni je emajliran z drobnimi cvetovi na temno modrem travniku. Vsak del dizajna, vsaka ravnina, vsaka ponovitev, vsaka ločena veja ali cvet ima svojo mračno lepoto. Toda lepota celote se vidi, ko se premikate. Ponovno poudarke razbije igra glaziranih in neglaziranih površin; tako da se z vsakim korakom preurejajo v nešteto svetlečih vzorcev ... S tovrstnim sijajem se še nisem srečal.
Pav na sredini notranje strani kupole je ena od edinstvenih značilnosti mošeje. Če stojite pri vhodnih vratih notranje dvorane in pogledate na sredino kupole, se vidi pava, katerega rep so sončni žarki, ki prihajajo iz luknje v stropu.
Na notranji strani kupole se pokaže estetski namen dolgega, nizkega, mračnega prehoda, ki vodi v kupolo, saj se v svetišče vstopi z občutkom povečanega pričakovanja. Nizkost se umakne naraščajoči višini in mračnost se razblini z enakomerno osvetlitvijo skoraj desetine oken.
Barbara Brend je takole opisala: »pod kupolo je viden turkizni friz loka, v katerem se koncentrični obroči z dvaintridesetimi pastili zmanjšajo, ko se približujejo središču, ki daje vtis svetilnosti. Zasnova, ki nakazuje oboje gibanje in mir, je močna, čeprav ne eksplicitno sredstvo verske simbolike, ki govori o harmoniji vesolja ... Nosilni sistem kupole ponazarja osem velikih lokov turkiznih ploščic v obliki trakov, ki se dvigajo iz spodaj do celotne višine stene, štirje v položaju pendantivov in štirje ob stranskih stenah, med njimi so pendantivi v obliki zmaja. Znotraj kupole so v rešetki postavljene vrste ploščic opečne oblike ogee-mandorla. iz navadne opeke in se zmanjšujejo v velikosti, dokler ne srečajo osrednji sončni del z vzorci arabeske.«
Domneva se, da struktura kupole mošeje šaha Lotfollaha in Modre mošeje v Tabrizu izhaja iz strukture mošeje Šah Vali v Taftu, Yazd.
Zasnova ploščic te mošeje, pa tudi Šahove mošeje in drugih perzijskih mošej še pred safavidskim obdobjem, se zdi, da ni povsem simetrična – zlasti v barvah vzorcev. Opisali so jih kot namerna, "simetrična" asimetrija.
Arhitekta kompleksa sta bila šeik Baha'i (glavni arhitekt) in Ustad Mohammad Reza Isfahani.
Stavba je bila dokončana leta 1618 (1028 AH).

## Umetnost
Zasnova  preproge iz Ardabila je temeljila na istem konceptu kot notranja stran kupole. Tudi oblikovanje "Preproge čudes", ki bo največja preproga na svetu, temelji na notranji zasnovi kupole. Domnevajo, da so koncepti mističnega filozofa Sohrevardija o enotnosti obstoja morda povezani z vzorcem na notranji strani kupole. Ali Reza Abbasi, vodilni kaligraf na dvoru Šaha Abasa, je okrasil vhod nad vrati z veličastnimi napisi z imeni in naslovi Šaha Abasa, Husajnija in Musavija, torej potomcev imamov Husajnov in Musa.
Napisi mošeje odražajo zadeve, ki so šaha zanimale v času, ko je bila zgrajena; in sicer potreba po opredelitvi dvanajsterskega šiitizma v nasprotju s sunitskim islamom in perzijski odpor proti osmanski invaziji. Napis v beli ploščici na modri podlagi na zunanjem bobnu kupole, ki je viden javnosti, sestavljajo tri sure (poglavja) iz Korana; al-Šams (91, Sonce), al-Insan (76, Človek) in al-Kautar (108, Obilje). Sure poudarjajo pravičnost čiste duše in usodo v peklu tistih, ki zavračajo božjo pot, najverjetneje se nanašajo na osmanske Turke.
Ko vstopimo v molitveno sobo, se soočimo s stenami, prevlečenimi z modrimi, rumenimi, turkiznimi in belimi ploščicami z zapletenimi arabesknimi vzorci. Koranski verzi se pojavljajo v vsakem kotu, medtem ko vzhodna in zahodna stena vsebujeta poezijo Šejka Bahaija. Okoli mihraba so imena dvanajstih šiitskih imamov, napis pa vsebuje imena šejka Lutfalaha, Ostada Muahmada Reze Isfahanija (inženirja) in Baqir al-Banaija (kaligrafa, ki ga je napisal).
Če zavijete desno pri vhodu v kupolasto molitveno sobo, najprej naletite na celotno besedilo Sure 98 (Dokaz), al-Bajina. Sporočilo tega poglavja je, da jasni dokazi o resničnem spisu niso bili na voljo Ljudem knjige (tj. kristjanom ali Judom), dokler Bog ni poslal svojega glasnika Mohameda. Vodoravni pas pisave na dnu oboka ni koranski, ampak navaja, da so Božji blagoslovi (šii) mučeniki. Tako šiitska invokacija odmeva koranske verze v svojem poudarku na resničnosti Božjega sporočila.
Pesem Šejka Bahaija na desni steni moli za pomoč štirinajstim Brezmadežnim (Mohamedu, Fatimi in dvanajstim Imamom), medtem ko napisi na notranjosti kupole poudarjajo kreposti dobrodelnosti, molitve in poštenja ter pravilnost sledenja islamu in njegovim prerokom v primerjavi z zmotami drugih religij.
Posebej šiitski odlomki in njihova vidna postavitev v mihrabu, na dveh stranskih stenah in v vodoravnih pasovih vsakega vogala, poudarjajo premoč te veroizpovedi v Safavidskem Iranu.
Dejstvo, da dve pesmi Šejka Bahaija, predanega sufija, krasita stene Šaha Abasa zasebne mošeje, dokazuje, da je sufizem kot splošni pojav še naprej igral pomembno vlogo pri Safavidih, čeprav so bili nekateri sufijski elementi v imperiju zatrti.
Zasnova notranjosti kupole je navdihnila tudi oblikovanje trga Azadi v Teheranu.
- Marmorna palača v Tehranu
- Azadijev trg
- Qomska preproga
- Perzijska preproga
- Farsh-e Khaki (perzijsko فرش خاکی), " preproga", ustvarjena z uporabo barvitih tal otoka Hormoz.
- Vzorec notranje kupole šejka lotfollaha

## Galerija
- Pogled od spredaj - pogled z balkona palače Ali Qapu
- Detajli notranjega oblikovanja mošeje šejka Lotfallaha
- Notranja stena in strop
- Notranjost kupole
- Mihrab
- Ploščice
- Vhodna vrata v mošejo
- Notranji detajli
- Notranji detajli
- Notranji detajli
- Kupola mošeje
- Napise na kupoli je napisal slavni kaligraf Ali Reza Abbasi v slogu tulut in nasta'liq
- Trg Nakš-e Džahan ponoči